# Hahm Eun-jung
Hahm Eun-jung, nota anche con lo pseudonimo di Eunjung o Elsie (함은정?, 咸𤨒晶?; Seul, 12 dicembre 1988), è una cantante e attrice sudcoreana, membro del gruppo musicale T-ara e T-ara N4.

## Biografia
Hahm Eun-jung nasce a Seul, in Corea del Sud, il 12 dicembre 1988. Sua madre, laureatasi alla Ewha Womans University, è una ex-insegnante di pianoforte che adesso lavora come agente per la figlia sin dal 2007, anno di diploma di Hahm Eun-jung. Mentre frequenta le scuole medie, inizia a prendere lezioni di taekwondo, vincendo diverse competizioni. Nel 2007 s'iscrive alla Dongguk University, dove segue i corsi di musica. È figlia unica e, in un'intervista, raccontò di come sua madre volesse fare l'attrice, ma non poté, e ora che lei ha intrapreso la carriera di attrice, sua madre è molto felice.

## Carriera

### T-ara
Nel luglio 2009, Hahm Eun-jung debuttò come membro delle T-ara. Il 27 novembre 2009 pubblicarono il primo album Absolute First Album, mentre il 1º dicembre 2010 uscì l'EP Temptastic. Nel 2011 pubblicarono John Travolta Wannabe e Black Eyes, secondo e terzo EP del gruppo, e debuttarono in Giappone, dove pubblicarono l'album Jewelry Box il 6 giugno 2012. A luglio 2012 venne pubblicato il quarto EP, Day by Day. Ad aprile 2013, Hahm Eun-jung, Hyomin, Jiyeon e Areum formarono la sotto-unità T-ara N4; a maggio, invece, fu fondata la seconda sotto-unità QBS, con Qri, Boram e Soyeon. Il 7 agosto 2013, le T-ara pubblicarono il secondo album giapponese, Treasure Box, e il 10 ottobre uscì il quinto EP del gruppo, Again. Il 21 marzo 2014 venne annunciata l'uscita del terzo album giapponese Gossip Girls per il 14 maggio, mentre a settembre tornarono in Corea del Sud con l'EP And&End. Il 24 novembre, insieme a Qri, Hyomin e Jiyeon pubblicò il remake in lingua coreana del brano cinese "Little Apple" dei Chopstick Brothers.
Le T-ara non hanno una leader fissa, ma si alternano di anno in anno: Hahm Eun-jung fu la prima, da luglio 2009, debutto del gruppo, fino a novembre 2010, lasciando il posto a Boram.

### Attività in solitaria

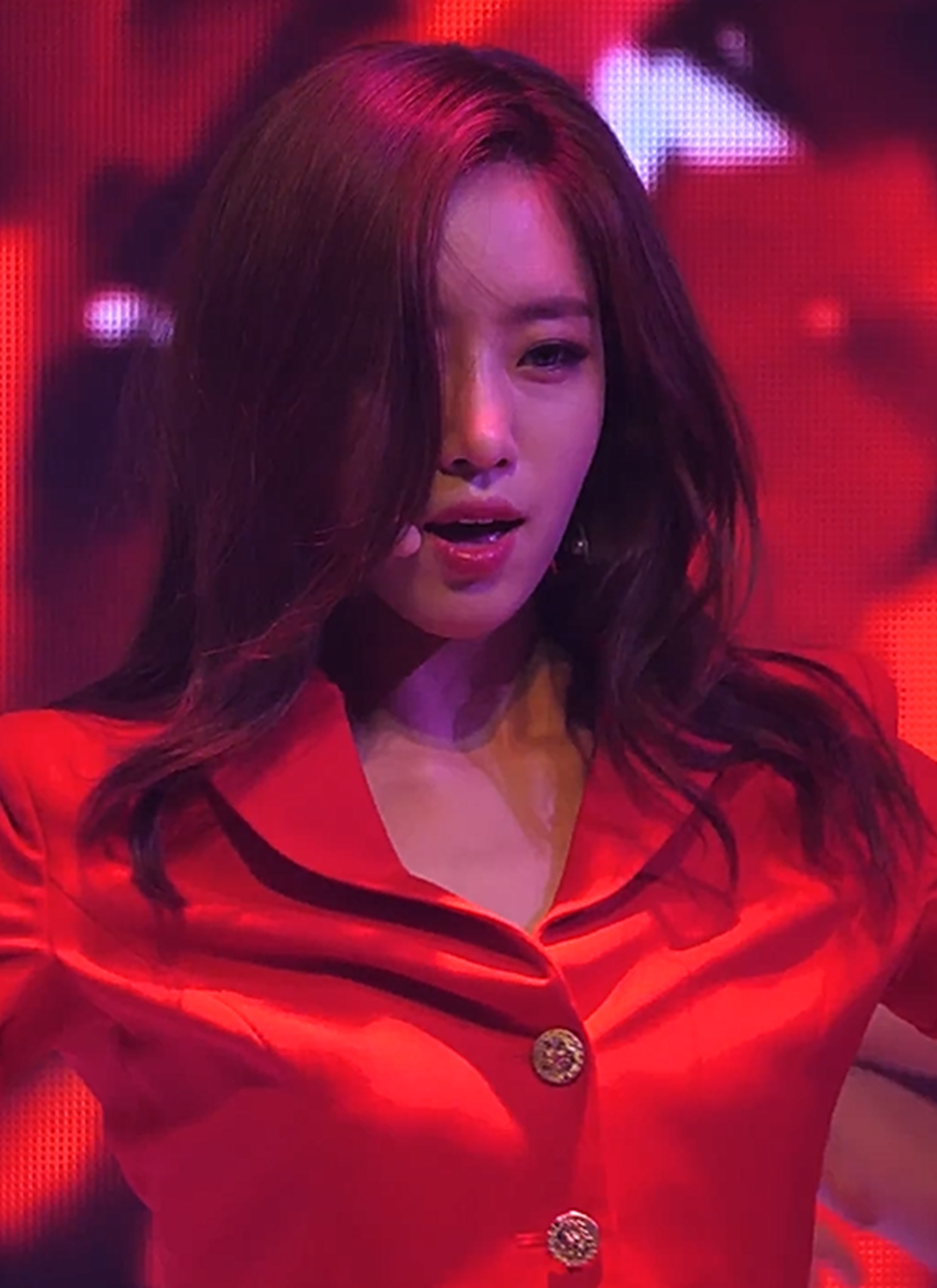
Hahm Eun-jung nel giugno 2017.

Nel 1995, quando aveva sette anni, Hahm Eun-jung partecipò al concorso "Little Miss Korea" e vinse. Lo stesso anno apparve nella serie televisiva Sinsedae bogoseo eoreundeureun mollayo. Successivamente interpretò il ruolo di una studentessa liceale nella serie Geon-bbang seon-saeng-kwa byeol-sa-tang e recitò al fianco di Nam Gyuri, Lee Beom-soo e Kim Bum in Gosa: piui junggangosa. Nel 2007 apparve nel video musicale di "Gashiri" dei SG Wannabe, tratto dall'album Story In New York e, nel 2010, in quello di "Time, Please Stop" delle Davichi pubblicato il 6 maggio.
Il suo primo ruolo, dopo essere entrata nelle T-ara, lo ottenne nella serie televisiva Coffee House. Nel luglio del 2010 venne annunciato che Hahm Eun-jung era entrata nel cast del film thriller White: jeojuui melody, le cui riprese iniziarono a novembre dello stesso anno; il film uscì nei cinema il 9 giugno 2011. Inoltre ad agosto partecipò al reality show Running Man con Jo Kwon dei 2AM e Jung Yong Hwa dei CN Blue. Nel 2011 venne scelta per interpretare il ruolo di Yoon Baek-hee (Becky Yoon nell'adattamento italiano) nella serie televisiva Dream High, prese parte ai drama storici Geunchogo wang e Insu daebi, e fece coppia con Lee Jang-woo per un anno e cinque mesi nel reality Uri gyeolhonhaess-eo-yo.
A giugno 2012 la Core Contents Media confermò la partecipazione di Hahm Eun-jung al drama Daseotsongarak. Tuttavia, il 22 agosto, fu rivelato il suo abbandono dalla serie, probabilmente a causa delle controversie riguardo atti di bullismo perpetrati dai membri delle T-ara verso Hwayoung. Gli altri attori della serie richiesero delle pubbliche scuse dalla casa di produzione verso l'attrice, e, nel febbraio 2013, la Yein E&M rilasciò delle scuse formali per aver licenziato Hahm Eun-jung senza alcun preavviso. Nell'aprile 2014 entrò nel cast del film Dusabu Begins, mentre ad agosto recitò a partire dal diciannovesimo episodio nel drama Kkeutubneun sarang. Il 10 febbraio 2015 uscì il brano "Don't Forget Me", a cui partecipa anche Hahm Eun-jung, insieme a Soyeon, Seungri, Jongkook e Seojoon degli Speed, Min-kyung delle The SeeYa e Seunghee; due giorni dopo iniziarono le promozioni nei maggiori programmi televisivi musicali.

## Discografia

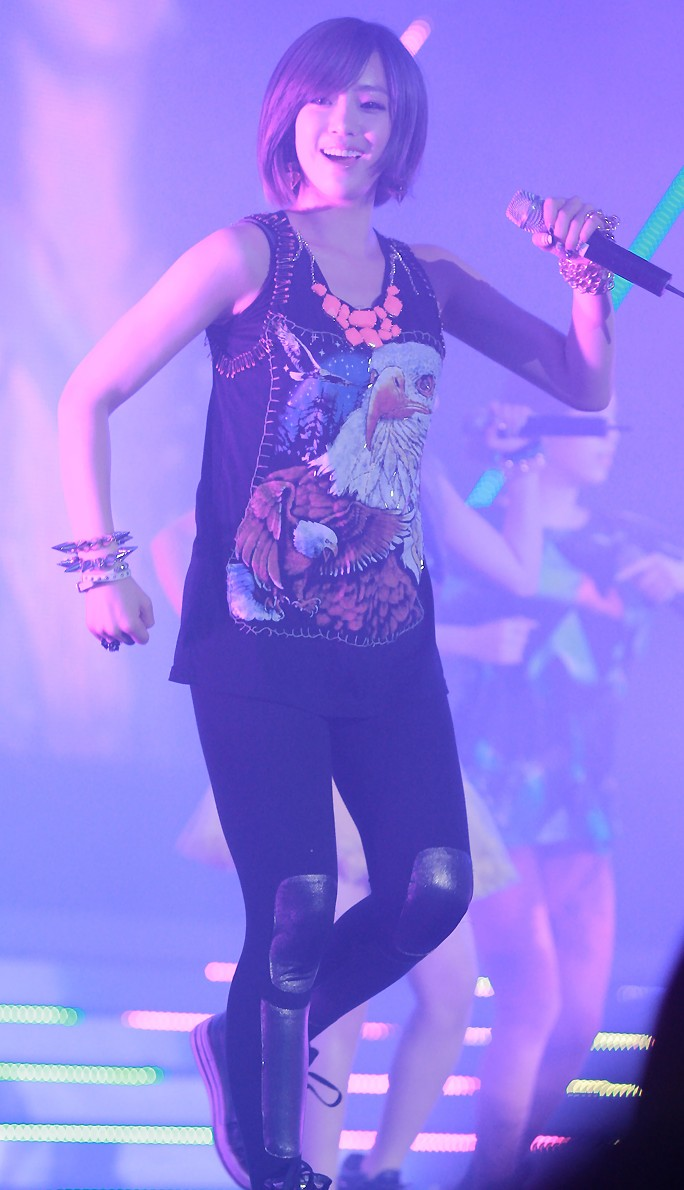
Hahm Eun-jung al GUESS Party nel luglio 2012.

Di seguito, le opere di Hahm Eun-jung come solista. Per le opere con le T-ara, si veda Discografia delle T-ara.

### EP
- 2015 – I'm Good
- 2019 – Desire

### Singoli
- 2013 – Two as One
- 2015 – I'm Good
- 2015 – Good Bye
- 2019 – Desire
- 2019 – White Snow

### Colonne sonore
- 2011 – Coffee House OST (Coffee House)
- 2014 – I Still Have You (con Hyomin per Music Travel Vol.1)
- 2017 – My Love (con le T-ara per The Best Hit OST Part 8)
- 2018 – Shout To The Sky (My Secret Terrius OST Part 4)
- 2019 – You Are My Star (I Hate You! Juliet OST Part 3)
- 2021 – Coincidence (con Basik per Recipe of Youth OST Part 1)

### Collaborazioni
- 2009 – N-Time (con Hwang Jung-eum)
- 2010 – Wonder Woman (con Hyomin, le SeeYa e le Davichi)
- 2013 – Dangerous Love (con Jiyeon e Hyomin)
- 2015 – Don't Forget Me (con Soyeon, Seungri, Jongkook e Seojoon degli Speed, Min-kyung delle The SeeYa e Seunghee)

## Filmografia

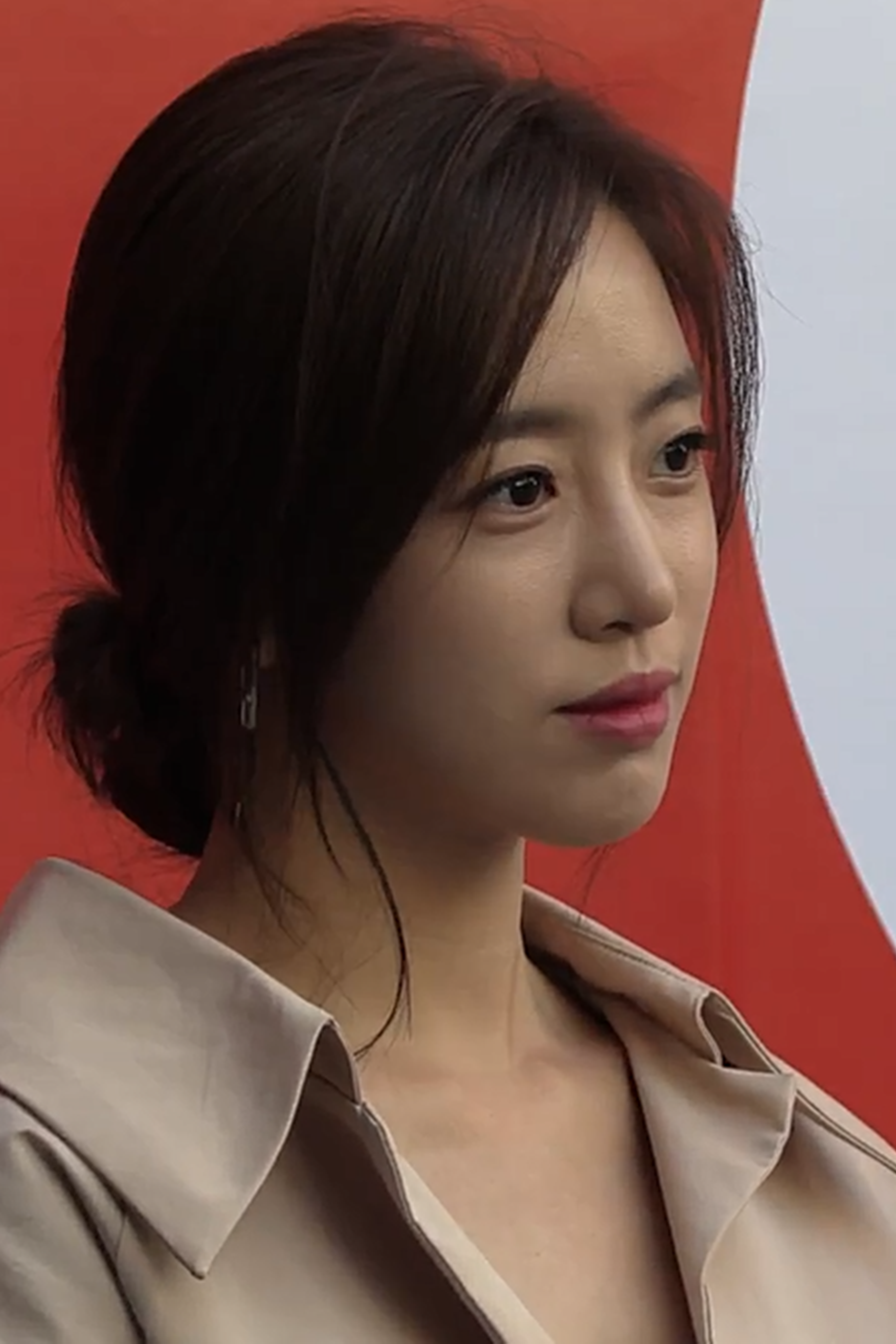
Hahm Eun-jung alla Seoul Fashion Week nell'ottobre 2018.

### Cinema
- Arongiui daetamheom (아롱이의 대탐험?), regia di Ryu Suk-hyeon (1999)
- Dodge Go! Go! (2001)
- Madeleine (마들렌?), regia di Park Kwang-chun (2003)
- Ya-suwa minyeo (야수와 미녀?), regia di Lee Gye-byeok (2005)
- Ice Bar (아이스케키?), regia di Yeo In-Kwang (2006)
- Joyonghan sesang (조용한 세상?), regia di Cho Ui-Seok (2006)
- Jigue Dating (지구에 데이트?) (2007)
- Gosa: piui junggangosa (고死: 피의 중간고사?), regia di Nayato Fio Nuala e Chang (2008)
- White: jeojuui melody (화이트: 저주의 멜로디?), regia di Kim Gok e Kim Sun (2011)
- Gisaeng ryung (기생령?), regia di Yang Yun-Ho (2011)
- Dusabu Begins, regia di Park Sung Gyoon (2014)
- Mind Memory (in thailandese พื้นที่รัก) (2017)
- Siljong 2 (실종 2?), regia di David Cho (2017)
- I Will Song (아이윌송?), regia di Lee Sang Hoon (2021)

### Televisione
- Sinsedae bogoseo eoreundeureun mollayo (신세대 보고서 어른들은 몰라요?) – serial TV (1995)
- Jakeun ahsshideul (작은아씨들?) – serial TV (2004)
- Yeong-woong-si-dae (영웅시대?) – serial TV (2004)
- Toji (토지?) – serial TV (2004-2005)
- Geon-bbang seon-saeng-kwa byeol-sa-tang (건빵선생과 별사탕?) – serial TV (2005)
- Gung (궁) – serial TV, 1 episodio (2006)
- Coffee House (커피하우스?) – serial TV, 18 episodi (2010)
- Geunchogo wang (근초고왕?) – serial TV, 60 episodi (2010-2011)
- Dream High (드림하이?) – serial TV, 17 episodi (2011-2012)
- Insu daebi (인수대비?) – serial TV, 22 episodi (2011-2012)
- Kkeutubneun sarang (끝없는 사랑?) – serial TV, 37 episodi (2014)
- Oneulbuteo saranghae (오늘부터 사랑해?) – serial TV (2015)
- Dalkomhan yuhag (달콤한 유혹?) – serial TV, 2 episodi (2015)
- Byeolbyeol myeoneuri (별별 며느리?) – serial TV, 100 episodi (2017)
- Lovely Horribly (러블리 호러블리?) – serial TV, 32 episodi (2018)
- Neo miwo Juliet (너 미워 줄리엣?) – serial TV (2019)
- Sasageongeon sepobun-yeol (사사건건 세포분열?) – serial TV, 3 episodi (2021)
- Sok-a-do ggum-gyeol (속아도 꿈결?) – serial TV, 120 episodi (2021)
- Sarang-ui kkwabaegi (사랑의 꽈배기?) – serial TV, 103 episodi (2021-2022)
- Bulg-eun dansim (붉은 단심?) – serial TV, 1 episodio (2022)

### Teatro
- Les Misérables (2020)

## Videografia
Oltre che nei videoclip delle T-ara e delle T-ara N4, Hahm Eun-jung è apparsa anche nei seguenti video:
- 2007 – Hate, videoclip delle SeeYa
- 2007 – Gashiri, videoclip dei SG Wannabe e KCM
- 2007 – Love Sick, videoclip dei F.T. Island
- 2007 – Thunder + A Man's First Love Follows Him to the Grave, videoclip dei F.T. Island
- 2010 – Time, Please Stop, videoclip delle Davichi
- 2010 – Page One, videoclip dei SG Wannabe e Ock Joo-hyun
- 2010 – I Want to Know Goodbye, videoclip di Hwang Ji Hyun
- 2010 – Bbiribbom Bberibbom, videoclip dei Co-ed School
- 2011 – The Way I Am, videoclip di ZiA
- 2012 – I Know, videoclip di Yangpa

## Riconoscimenti
Di seguito, i premi ricevuti solo da Hahm Eun-jung. Per i premi ricevuti insieme alle T-ara, si veda Premi e riconoscimenti delle T-ara.
- 2010 – SBS Drama Awards
  - New Star Award (Coffee House)
- 2011 – Baeksang Arts Awards
  - Nomination Popular Drama Actress (Dream High)
- 2011 – MBC Entertainment Awards
  - Best Newcomer, Variety category (Uri gyeolhonhaess-eo-yo)
- 2016 – Yinyuetai V-Chart Awards
  - Most Popular Korean Solo Artist (I'm Good)
- 2017 – ShinFilms Art Film Festival Awards
  - Popularity Award for Commercial Films
- 2017 – MBC Drama Awards
  - Nomination Excellence Award, Actress in a Soap Opera
  - Nomination Best New Actress
- 2021 – KBS Drama Awards
  - Best Supporting Actress (Sok-a-do ggum-gyeol)
- 2022 – World Creators Awards
  - Korea-China Culture Exchange Award – Grand Prize

## Doppiatrici italiane
Nelle versioni in italiano dei suoi film, Hahm Eun-jung è stata doppiata da:
- Valentina Pallavicino in Dream High.